# 滋賀県民の歌
「滋賀県民の歌」（しがけんみんのうた）は日本の都道府県の一つ、滋賀県が1954年（昭和29年）に制定した県民歌である。作詞・蓼沢猟（五味道茂）、補作・西條八十、作曲・古関裕而。
日本コロムビアより岡本敦郎と奈良光枝、コロムビア合唱団の歌唱によりSPレコードが発売された。B面収録曲は「『行進曲』滋賀県民の歌」（インストゥルメンタル）。

## 解説
1954年（昭和29年）、大津市京町の滋賀会館竣工を記念して歌詞の公募を実施した。471編の応募作から朝日新聞長浜通信部勤務の蓼沢猟（本名・五味道茂）の応募作が入選し、西條八十による補作を経て古関裕而が作曲を手掛け6月15日付で制定された。制定意義は「県勢の発展と県民の意識高揚」、また「理想的な住みよい郷土をつくり、県民一人ひとりが郷土を愛し、明るい生活を打ち立てる意欲を盛り上げること」とされているが、制定から30年余りを経た1999年（平成11年）に県が実施したアンケートでは「知らない」とする回答が63%にのぼっている。ただし、アンケートでは少数派の「知っている」という回答者から「いい歌である」「あまり歌われなくなって残念である」と楽曲自体については好意的な評価が多く見られた。
そうした状況のため、2016年（平成28年）には県議会で「県民に広く親しまれている『琵琶湖周航の歌』を県民歌とすべきではないか」との意見も出されている。県が毎年発行している県民手帳には「滋賀県民の歌」と「琵琶湖周航の歌」の両方が掲載されており、県では2017年（平成29年）が「琵琶湖周航の歌」発表100周年に当たることから、同年に開催される県の事業で「周航の歌」と合わせて「県民の歌」のPRを実施し、認知度の向上を目指す方針を検討している。

### 歌碑

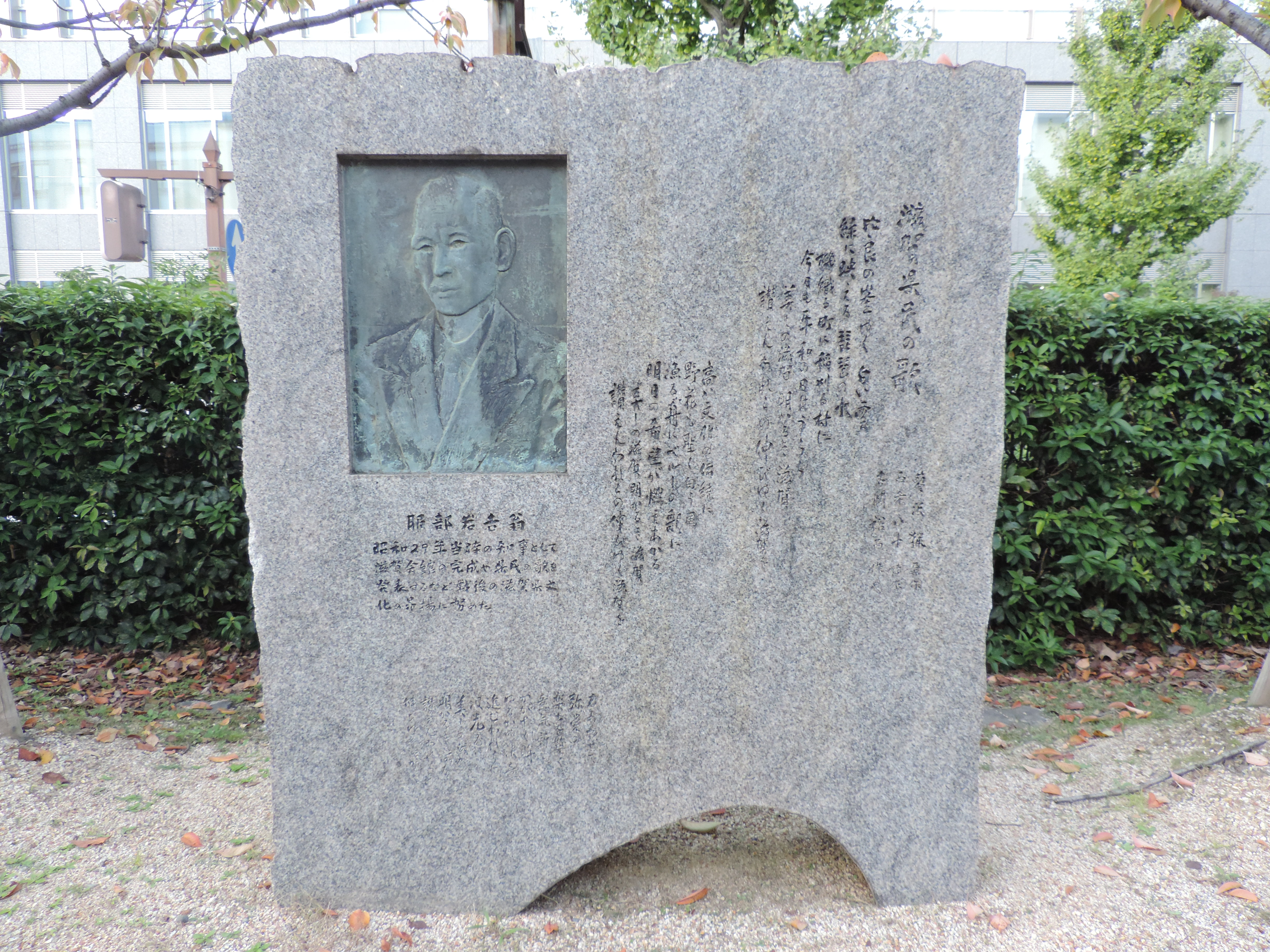
大津市の滋賀県庁舎前にある服部岩吉顕彰碑兼「滋賀県民の歌」歌碑

旧滋賀会館の敷地内には制定時の知事であった服部岩吉の顕彰碑を兼ねた「滋賀県民の歌の碑」が建立されていたが、会館の廃止・解体に伴い2016年（平成28年）に滋賀県庁舎前へ移設された。県庁舎前に県民歌の歌碑を設置する事例は、長野県庁舎前の「信濃の国」に続き2例目となる。